# Euridice (1891)
Крейсер «Еурідіче» (італ. Euridice) — торпедний крейсер типу «Партенопе» Королівських ВМС Італії кінця XIX століття; 

## Історія створення
Крейсер «Еурідіче» був закладений 14 лютого 1889 року на верфі «Regio Cantiere di Castellammare di Stabia» у місті Кастелламмаре-ді-Стабія. Спущений на воду 22 вересня 1890 року, вступив у стрій 1 травня 1891 року.

## Історія служби
Після вступу у стрій корабель брав участь у маневрах флоту 1893 року, на яких відпрацьовувались дії на випадок французької атаки на італійський флот.
У 1895 році «Еурідіче» разом з однотипним крейсером «Калатафімі», броненосним крейсером «Етрурія» та броненосцем «Франческо Морозіні» був включений до складу 2-го дивізіону Постійної Ескадри (італ. Squadra Permanente). Ескадра базувалась у місті Ла-Спеція, але «Еурідіче» в оснвному перебував у портах Таранто та Неаполя, разом з іншими торпедними крейсерами італійського флоту. У 1896 році крейсер взяв участь у щорічних маневрах флоту.
У 1897 році «Еурідіче» у складі міжнародної ескадри перебував біля берегів Криту, де напруга у стосунках між Грецією та Османською імперією зрештою переросла у греко-турецьку війну.
У 1903 році «Еурідіче» разом з однотипним крейсером «Мінерва», вісьмома лінійними кораблями, шістьма іншими крейсерами та шістьма міноносцями був включений до складу 1-ї Ескадри. Ця ескадра несла активну службу протягом 7 місяців на рік, решту часу перебувала у резерві зі скороченим екіпажем.
У березні 1907 року «Еурідіче» був виключений зі складу флоту і незабаром проданий на злам.